# Limenitis gilgitica
Limenitis gilgitica är en fjärilsart som beskrevs av Robert Christopher Tytler 1926. Limenitis gilgitica ingår i släktet Limenitis och familjen praktfjärilar. Inga underarter finns listade i Catalogue of Life.